# The Gamer (манхва)
Игрок (англ. The Gamer, кор. 더 게이머, RR: Deo Geimeo) — вебтун, созданный уроженцами Южной Кореи писателем Sung Sang-Young и иллюстратором Sang-Ah. События произведения происходят в современной Южной Корее. Однажды главный герой замечает, что над головами людей появилась надпись с уровнем и именем, схожая с ролевыми играми, а также периодически появляются системные сообщения. Немногим позже начинают происходить странные вещи.
По состоянию на 13 апреля 2021 года было выпущено 364 главы.

## Сюжет
Обычным дням школьной жизни пришёл конец с тех пор, как из-за сильных пристрастий к MMORPG и другим компьютерным играм обычный геймер и посредственный ученик Хан Чжихан был одарён «богиней Геей» сверхъестественным даром под ироничным названием «Игрок». Теперь он стал игровым персонажем в реальной жизни и может прокачивать уровень, тем самым повышая свои навыки так, как сам того желает. Только из-за этого «дара свыше» он оказался втянут в Бездну — мир, полный сверхъестественных созданий и опасностей, которые будут преследовать по пятам главного героя. По этой причине Чихан должен как можно быстрее качать свой уровень и изучать новые способности, чтобы противостоять тем, кто попытается ему навредить, так как в Бездне это обычное явление. Но, к счастью, его лучший друг — уже давний обитатель Бездны и всеми силами помогает ему не умереть раньше времени. А вот что ждёт героя впереди, к чему приведёт его судьба и воля Геи, какова будет его роль в Бездне и чего он сможет добиться в познании своих сил мы увидим в его дальнейших приключениях.

## Главные герои

Хан Чжи-Хан главный герой манхвы, Игрок.

Хан Чжи-Хан (англ. Han Jihan, кор. 한지한) — главный протагонист манхвы, обладающий способностью «Игрок», на период повествования обучается в школе. Волей мира воплощает в себе концепцию "игрового персонажа" в том числе дарующий ясное мышление и психическую защиту "разум игрока", обладающее "очками здоровья" но при том до их исчерпания мгновенно излечивающее все раны "тело геймера", навыки повышаемые как тренировками так и посредством получения "уровней", схожую с игровыми персонажами способность учить заклинания "поглощая" книги, получать предметы при уничтожении враждебных существ, а также возможность создавать группы, члены которой получают аналогичные геймеру способности до роспуска группы или выхода из неё. Предполагается что способность не имеет ограничений, а даруемая ею колоссальная скорость развития всеми окружающими считается просто жульнической.

Син Сон-Иль герой манхвы Игрок.

Син Сон-Иль (англ. Shin Sun-Il, кор. 신선일) — школьный друг Хан Чжи-Хана, наследник клана Чхонбомун. Он помогал Чжи-Хану стать сильнее, познакомил с миром бездны. Позже он пригласил Чжи-Хана в свой клан Чхонбомун.
Квон Си-Юн (англ. Kwon Shi-Yun, кор. 권시연) — ученица школы, перевелась в школу, где учились Чжи-Хан и Сон-Иль. Она также имеет отношения к бездне как член клана Юнхонмун.
Хван Сон-А (англ. Hwan Sung-Ah, кор. 환성아) — ученица школы, была переведена в класс Чжи-Хана в то же время как и Си-Юн. Страдает от неизвестного проклятия и Чжи-Хан стремится её вылечить.
Лоликиано Мистрим (англ. Lolikiano Mistream) - также известная, как Кровавая ведьма, наставница Чжи-Хана. Маг, входящая в тысячу сильнейших. Имеет связь с демонами Малого ключа Соломона

## Выход на англоязычный рынок
В 2014 году корпорация Naver начала создавать веб-контент в глобальном масштабе, многие вебтуны получили официальный перевод на английский язык, включая The Gamer. Hankook Ilbo отметил, что The Gamer является удачным примером интеграции корейской культуры в англоязычную аудиторию The Gamer вместе с Breaker и Girls of the Wild’s является одним из самых популярных официальных англоязычных вебтунов по состоянию на 2015 год.

## Список сюжетных арок
| Том | Арки | Главы   | Название                                                                            |
| --- | ---- | ------- | ----------------------------------------------------------------------------------- |
| 1   | 1    | 1-4     | Квест над моей головой                                                              |
| 1   | 2    | 5-8     | Время для тренировок                                                                |
| 1   | 3    | 9-11    | Я апнулся                                                                           |
| 1   | 4    | 12-14   | Кричи моё имя                                                                       |
| 1   | 5    | 15-16   | Мне нужно больше скилов                                                             |
| 1   | 6    | 17-19   | Давай найдём пати                                                                   |
| 1   | 7    | 20-22   | Принимайся за работу                                                                |
| 1   | 8    | 23-24   | Мудрые решения требуют знаний                                                       |
| 1   | 9    | 25-28   | Лишь борьба позволит тебе обрести мужество, чтобы пройти свой собственный путь      |
| 1   | 10   | 29-34   | Опыт определяет жизнь                                                               |
| 1   | 11   | 35-38   | Закон о покупке и продаже — это фундамент экономики человека                        |
| 1   | 12   | 39-40   | Будучи другим, будучи особенным, он всегда мотивирует людей. Вот как сделаны звёзды |
| 1   | 13   | 41-42   | *                                                                                   |
| 1   | 14   | 43-46   | **                                                                                  |
| 1   | 15   | 47-86   | То что нас не убивает, делает нас сильнее                                           |
| 2   | 15,5 | 87-93   | То что нас не убивает, делает нас сильнее                                           |
| 2   | 16   | 94-96   | Встретятся ли ребята в данже                                                        |
| 2   | 17   | 97-100  | Лалала С моим Учителем в Подземелье                                                 |
| 2   | 18   | 101—102 | Всё это происходит неожиданно                                                       |
| 2   | 19   | 103—105 | Вы, должно быть, шутите                                                             |
| 2   | 20   | 106—110 | Если я стану магом …                                                                |
| 2   | 21   | 111—119 | Как вы можете спать на этом уровне?                                                 |
| 2   | 22   | 120—121 | Присоеденяйся к гильдии для получения Выгоды                                        |
| 2   | 23   | 122—123 | Заключение и тренировки!                                                            |
| 3   | 24   | 124—125 | Стоит ли говорить, что то было краткой передышкой                                   |
| 3   | 25   | 126—128 | Прибежище Воинов                                                                    |
| 3   | 26   | 129—130 | Отец говорил мне: не вставай между женщинами                                        |
| 3   | 27   | 131—133 | Вход в великий лабиринт                                                             |
| 3   | 28   | 134—136 | Сомнение                                                                            |
| 3   | 29   | 137—141 | Знаете ли вы, кто такие припёртые к стенке?                                         |
| 3   | 30   | 142—146 | Мир, известный как бездна                                                           |
| 3   | 31   | 147—153 | Квест                                                                               |
| 3   | 32   | 154     | Ежедневная жизнь после приключения                                                  |
| 3   | 33   | 155—183 | Жизнь в полном объёме                                                               |
| 3   | 34   | 184—189 | Сон на вашем уровне                                                                 |
| 3   | 35   | 190—195 | Ежедневные рутины                                                                   |
| 4   | 36   | 196—200 | Сон на вашем уровне                                                                 |
| 4   | 37   | 201—207 | Волшебный бой с деньгами                                                            |
| 4   | 38   | 208—209 | Почему люди не могут жить одни?                                                     |